# Mark Morales
Mark Morales est un encreur américain de bande dessinée actif depuis le début des années 1990 et connu pour son travail chez Marvel Comics.

## Récompenses
- 2009 : Prix Harvey du meilleur encreur pour Thor
- 2011 : Prix Harvey du meilleur encreur pour Thor